# Aaron Epps
Aaron Epps (Ball (Luisiana), 28 de abril de 1996) es un baloncestista estadounidense que pertenece a la plantilla de los Canton Charge de la G League. Con 2,08 metros de estatura, juega en la posición de pívot.

## Trayectoria deportiva

### Universidad
Jugó cuatro temporadas con los LSU Tigers de la Universidad Estatal de Luisiana. Tras no ser elegido en el Draft de la NBA de 2018, comenzó la temporada 2018-19 en las filas del los Northern Arizona Suns de la NBA G League con el que promediaría 10.3 puntos y 6.6 rebotes por partido.
En el mes de marzo de 2019 abandona la NBA Development League y firma por el Élan Sportif Chalonnais de la Liga Nacional de Baloncesto de Francia, equipo con el que firmó contrato hasta el final de temporada.